# Pachysphinx regalis
Pachysphinx regalis är en fjärilsart som beskrevs av Rothschild och Jordan 1903. Pachysphinx regalis ingår i släktet Pachysphinx och familjen svärmare. Inga underarter finns listade i Catalogue of Life.